# Für zwei Groschen Musik
«Für zwei Groschen Musik» (en español: Música por (a cambio de) dos monedas de 10 peñiques) fue la canción alemán en el Festival de la Canción de Eurovisión 1958, interpretada en alemán por Margot Hielscher.
La canción fue interpretada en octava posición de la noche (siguiendo a Fud Leclerc de Bélgica con "Ma Petite Chatte" y antes de Liane Augustin de Austria con "Die ganze Welt braucht Liebe"). Al cierre de la votación, recibió 5 puntos, ubicándose en 7º lugar de 10.
La canción está en el popular estilo de la chanson en los primeros festivales y es una celebración de la música en sí misma. Hielscher canta sobre la simple alegría que se puede tener pagando una pequeña cantidad de dinero para escuchar música.
Fue seguida como representante alemana en el Festival de la Canción de Eurovisión 1959 por las gemelas Alice & Ellen Kessler con "Heute Abend wollen wir tanzen geh'n".
| Predecesor: "Telefon, Telefon" Margot Hielscher | Alemania en el Festival de Eurovisión 1958 | Sucesor: "Heute Abend wollen wir tanzen geh'n" Alice & Ellen Kessler |

- Datos: Q5511759